# 덴메이 대기근

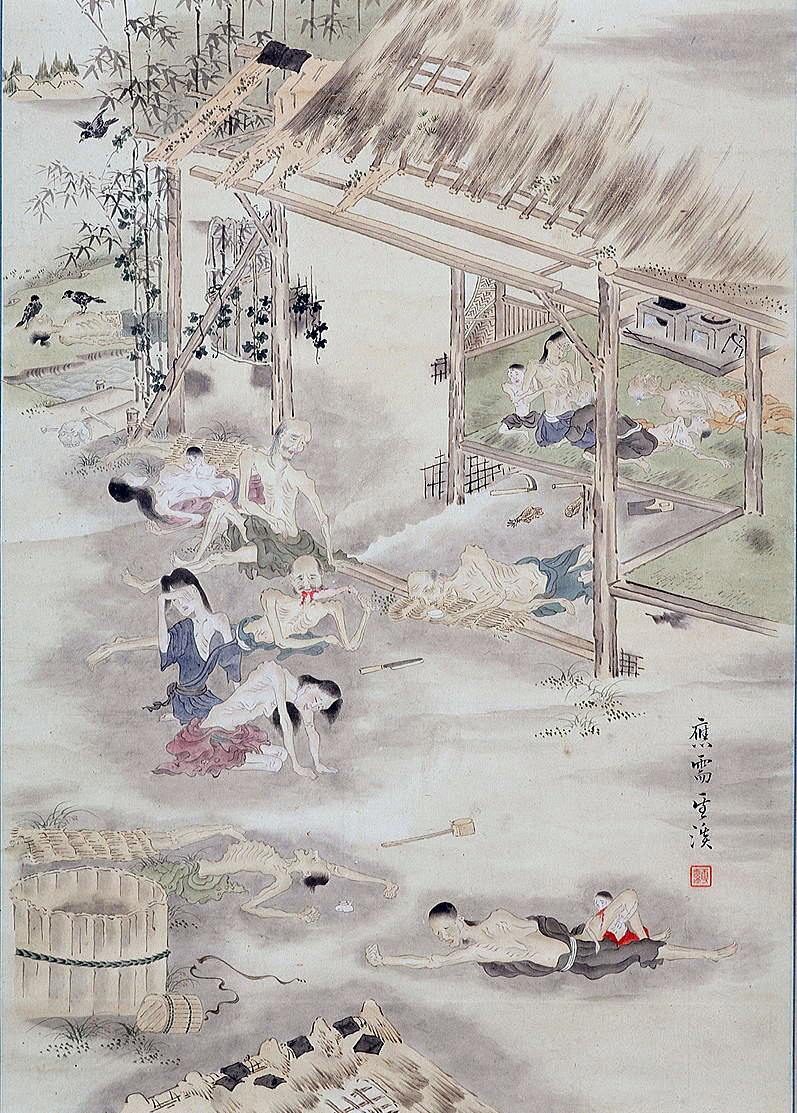
덴메이 대기근

덴메이 대기근(일본어: 天明の大飢饉, 1782년 ~ 1788년)은 일본 에도시대 덴메이 연간에 일어난 기근 사태로, 에도 4대 기근 중의 하나이며, 일본 근세사상 최대의 기근이다.

## 피해
기근은 도호쿠 지방을 중심으로 그 피해가 컸는데, 전국 각지에서 수만 명이 아사했다는 기록이 전한다. 그러나 각 번에서 정치 실책에 따른 처벌을 두려워하여 피해 규모를 축소하여 실제 사망자 수는 그 배 이상인 경우가 많다. 히로사키번의 경우 사망자를 8만 명이라고도 하고 13만 명이라고도 하는 등 수치가 달라진다. 그 외에도 황폐해진 농지를 버리고 유랑하는 주민들이 발생하여 각 번의 인구가 반으로 주는 사태도 벌어졌다. 학계의 다수설에 따르면 기아 뿐만 아니라 역병도 발생하여, 최종적으로는 전국에서 약 92만 명의 사망자가 난 것으로 추산된다. 상황이 이렇게 되자 치안 상태는 극도로 악화되었고, 이에 따라 1787년 에도와 오사카에서의 쌀가게 폭동을 비롯한 각종 폭동과 소요가 빈발하였다.

## 같이 보기
- 에도 4대 기근